# Sofia de Württemberg (tsarina de Rússia)
Maria Fiódorovna rus: Мария Фёдоровна, nascuda Sofia de Württemberg, nom complet en alemany Sophia Marie Dorothea Auguste Luise von Württemberg, (Stettin, 1759 - Sant Petersburg, 1828) fou membre de la casa ducal de Württemberg arribà a tsarina de Rússia després del seu casament amb el tsar Pau I de Rússia.
La princesa württemberguesa era filla del duc sobirà Frederic II Eugeni de Württemberg i de la princesa Frederica Dorotea de Brandenburg-Schwedt. Era, per tant neta, del primer duc sobirà de Württemburg, el duc Carles I Alexandre de Württemberg i de la princesa Maria Augusta de Thurn und Taxis per part de pare; mentre que per part de mare era neta del marcgravi Frederic Guillem de Brandenburg-Schwedt i de la princesa Sofia Dorotea de Prússia. Entre els seus ancestres destanquen el primer rei hannoverià del Regne Unit, Jordi I del Regne Unit o el rei Frederic Guillem I de Prússia.
El 7 d'octubre de 1776 es casà amb el gran duc i tsarevitx el futur tsar Pau I de Rússia, fill del tsar Pere III de Rússia i de la tsarina Caterina II de Rússia. La parella tingué set fills:
- SM el tsar Alexandre I de Rússia nat a Sant Petersburg el 1777 i mort el 1825 a Taganrog. Es casà amb la princesa Lluïsa de Baden.
- SAI el gran duc Constantí de Rússia nat a Tsàrskoie Seló el 1779 i mort el 1831 a Vítsiebsk de colera. Es casà en primeres núpcies amb la princesa Juliana de Saxònia-Coburg-Saalfeld, i en segones núpcies amb Joana Grudna-Grudczinska, princesa Lowiczka.
- SAI la gran duquessa Alexandra de Rússia nada el 1783 a Sant Petersburg i morta el 1801 a Viena. Es casà amb l'arxiduc fill de l'emperador Leopold II d'Àustria, Josep Antoni d'Àustria.
- SAI la gran duquessa Helena de Rússia nada a Sant Petersburg el 1784 i morta el 1803 a Ludwiglust. Es casà amb el gran duc Frederic Lluís de Mecklenburg-Schwerin.
- SAI la gran duquessa Maria de Rússia nata a Sant Petersburg el 1786 i morta al Belvedere de Weimar el 1859 Es casà amb el gran duc Carles Frederic I de Saxònia-Weimar-Eisenach.
- SAI la gran duquessa Caterina de Rússia, nada a Sant Petersburg el 1788 i morta el 1819 a Stuttgart. Es casà primer amb el duc Jordi d'Oldenburg i després amb Guillem I de Württemberg.
- SAI la gran duquessa Olga de Rússia nascuda el 1782 i morta el 1795 a Sant Petersburg.
- SAI la gran duquessa Anna de Rússia nada a Sant Petersburg el 1795 i mort a La Haia el 1865. Es casà amb el rei Guillem II dels Països Baixos.
- SM el tsar Nicolau I de Rússia nat el 1796 a Tsàrskoie Seló i mort el 1855 a Sant Petersburg. Es casà amb la princesa Carlota de Prússia.
- SAI el gran duc Miquel de Rússia nat a Sant Petersburg el 1798 i mort el 1849 a Varsòvia. Es casà amb la princesa Helena de Württemberg.